# Calle 13 (album)
Calle 13 è l'album di debutto del gruppo musicale portoricano Calle 13 pubblicato il 29 novembre 2005 dalla White Lion Records.

## Tracce
1. Cabe-c-o (Perez, Rene; Cabra, Eduardo) — 3:34
2. Suave (Perez, Rene; Cabra, Eduardo) — 3:34
3. La aguacatona (featuring Voltio & Calle 13) (Perez, Rene; Cabra, Eduardo) — 4:01
4. Se vale tó-tó (Perez, Rene; Cabra, Eduardo) — 3:50
5. Intel-lú-Ayala (Perez, Rene; Cabra, Eduardo) — 0:30
6. Tengo hambre (Perez, Rene; Cabra, Eduardo) — 4:05
7. Hormiga brava (featuring Calle 13) (Perez, Rene; Cabra, Eduardo) —  3:46
8. La jirafa (Perez, Rene; Cabra, Eduardo) — 3:14
9. Intel-lú la comermielda (Perez, Rene; Cabra, Eduardo) — 0:24
10. Atrévete-te-te (Perez, Rene; Cabra, Eduardo) — 3:59
11. Pi-di-di-di (Perez, Rene; Cabra, Eduardo) — 4:13
12. Vamo animal (featuring Cevero Canta Claro) (Cevero Canta Claro Independiente/Perez, Rene/Cabra, Eduardo) — 3:25
13. Eléctrico (Perez, Rene; Cabra, Eduardo) — 3:19
14. Sin coro (featuring Tuna Bardos) (Perez, Rene; Cabra, Eduardo) — 3:48
15. La tripleta (featuring Calle 13) (Perez, Rene; Cabra, Eduardo) —  3:21
16. La madre de los enanos (Perez, Rene; Cabra, Eduardo) — 4:01
17. Suave (Blass Mix) (Perez, Rene; Cabra, Eduardo) — 3:40

## Singoli
- Se vale to-to (2005)
- Atrévete-te-te (2006)
- Suave (2006)
- La jirafa (2006)